# Clã Iujiulu
Iujiulu (em chinês: 郁久閭氏; em chinês médio reconstruído: ʔjuk kjǝu ljwo) foi o clã reinante do Canato Rourano, que governou o norte da China, a estepe da Mongólia e o sul da Sibéria. De acordo com o Livro de Uei e a História das Dinastias do Norte, o sobrenome Iujiulu é de origem dongu. O primeiro Iujiulu conhecido foi um escravo capturado pelo líder xiambei Tuoba Liuei, que chamou o cativo Mugulu (木骨闾) - "careca" na língua xiambei. Quando Mugulu cresceu, Liuei permitiu-lhe servir na cavalaria. Por não cumprir uma ordem, foi condenado à pena capital, mas fugiu às montanhas, onde reuniu outros 100 fugitivos. Estabeleceram-se num lugar chamado Chuntulim (纯突邻), que tornou-se núcleo do futuro Canato Rourano. A dinastia foi chamada Iujiulu porque soava como Mugulu. Róna-Tas sugeriu que Iujiulu renderiza *ugur(i) > Uğur, um forma de ogur; Peter B. Golden propôs adicionalmente a conexão com o turco uğurluğ, "viável, oportuno", mais tarde "afortunado, auspicioso", ou oğrï, "ladrão", uma etimologia mais adequada às atividades do fundador da dinastia. Além disso, Iujiulu pode ser comparável ao mongol médio uğuli, "coruja" (> calca у уль uul '), já que nomes pessoais baseados em nomes de pássaros são comuns em mongólico.